# José Maria de Queiroz Veloso
José Maria de Queiroz Veloso (Barcelos, 26 de Agosto de 1860 — Lisboa, 31 de Outubro de 1952) foi um professor universitário, político, jornalista e historiador português. Formado em Medicina, enveredou por uma carreira na docência que o levaria a professor do Curso Superior de Letras e depois a vice-reitor da Universidade de Lisboa. Foi deputado, governador civil e director-geral do ensino superior.

## Biografia
Concluiu o ensino secundário no Liceu do Porto, ingressando seguidamente no curso de Medicina da Escola Médico-Cirúrgica do Porto, que concluiu em 1884.
Ainda estudante mostrou grande propensão para as letras, iniciando-se como colaborador de diversos periódicos e integrando as tertúlias literárias então existentes na cidade do Porto. Nelas conheceu intelectuais como Joaquim Pedro de Oliveira Martins, Antero de Quental, Eça de Queirós e Guerra Junqueiro.
O seu interesse pelas letras levou ao abandono do exercício da Medicina, passando a dedicar-se ao jornalismo, colaborando em periódicos como a Folha Nova e A Província (ambos editados por Oliveira Martins) e o Novidades, o Repórter e o Tempo. 
Também se interessou pela actividade política, sendo eleito deputado às Cortes da Monarquia Constitucional Portuguesa, nas listas do Partido Regenerador. Exerceu também as funções de Governador Civil do Distrito de Viana do Castelo.
Dedicou-se depois à docência, ingressando em 1896 no corpo docente do Liceu de Évora, cidade onde se fixa e onde, paralelamente às suas funções como docente do ensino secundário, assumiu os cargos de director da Escola de Habilitação para o Magistério Primário e da Biblioteca Pública.
Em 1902, na sequência da reforma de 24 de Dezembro de 1901 que conferiu ao Curso Superior de Letras funções de habilitação para o magistério secundário, ingressou, por concurso, naquela instituição, sendo encarregado de reger a cadeira de História da Pedagogia.
Em 1910, após o falecimento de Consiglieri Pedroso, foi nomeado director do Curso Superior de Letras, cargo que manteve após a reforma republicana de 1911 que transformou a instituição em Faculdade de Letras da Universidade de Lisboa. Na novel Universidade ocupou, entre outros cargos, o de vice-reitor.
Também assumiu cargos administrativos no Ministério da Instrução Pública, entre os quais o de Chefe da Repartição do Ensino Secundário, Superior e Especial e o de Director-Geral do Ensino Superior.
A 3 de abril de 1920, foi agraciado com o grau de Grande-Oficial da Ordem Militar de Sant'Iago da Espada.
Jubilou-se em 1930, aos 70 anos de idade, dedicando-se então a intensa actividade de investigação historiográfica, investigando em particular a história das relações luso-espanholas. Visitou por dezasseis vezes a Espanha, onde estudou os arquivos do Ministério dos Assuntos Exteriores, o Arquivo Histórico de Madrid e o Arquivo Geral de Simancas.
Dedicou particular atenção ao estudo do litígio luso-espanhol sobre Olivença, publicando uma importante obra sobre a história da perda e da tentativa de recuperação daquele território por Portugal, trazendo a público documentos diplomáticos até então ignorados referente ao Litígio Fronteiriço de Olivença. Neste campo mantém actualidade a sua obra Como perdemos Olivença, editada em 1932 por Ventura Ledesma Abrantes, com uma segunda edição em 1939 com a chancela da Academia das Ciências de Lisboa.
Foi um dos 40 sócios fundadores do Grupo dos Amigos de Olivença, constando em 11.º lugar na lista datada de 10 de Novembro de 1958.

## Obra publicada
Entre outras, é autor das seguintes obras:
- Gil Vicente e a sua Obra (1914)
- O Arquivo Geral de Simancas: sua Importância Capital para a História Portuguesa, 1923.
- A Dominação Filipina, 1930
- Como Perdemos Olivença (1932)
- D. Sebastião (1554-1578), 1935
- A Naturalidade de Fernão de Magalhães - Certezas e Conjecturas, 1936
- Gil Vicente, Poeta e Ourives, 1936
- Fernão de Magalhães - A Vida e a Viagem, 1941
- No Centenário de Oliveira Martins - O Historiador, 1945
- O Reinado do Cardeal D. Henrique, 1946
- A Universidade de Évora - Elementos para a sua História, 1949
- A Expansão Portuguesa, 1949
- Estudos históricos do século XVI (1950)
- O interregno dos governadores e o breve reinado de D. António (1953)
- Fernão de Magalhães (Editorial Império, 1941)
- D. Francisca de Aragão, condessa de Mayalde e de Ficalho (Portucalense Editora, 1931)
- D. Sebastião, 1554-1578 (Empresa Nacional de Publicidade, 1945)